# シャナック
シャナック （Chanac）は、フランス、オクシタニー地域圏、ロゼール県のコミューン。

## 気候
いくらか海からの影響を受けた地中海性気候である。村は古くは『小さなニース』と呼ばれ、日照時間はトゥールーズとほぼ同じである。

## 地理
村はラングドックのオック語地域に含まれる。村の中心はオルト川を見下ろす岩の露頭の上にあり、標高は650mである。村の一部は標高1000mのソーヴテール高原にある。

## 人口統計
| 1962年 | 1968年 | 1975年 | 1982年 | 1990年 | 1999年 | 2006年 | 2011年 |
| ------ | ------ | ------ | ------ | ------ | ------ | ------ | ------ |
| 892    | 866    | 988    | 1019   | 1035   | 1153   | 1330   | 1421   |

参照元:1999年までEHESS、2004年以降INSEE

## 史跡
- シャナック城 - ダンジョンは要塞であった名残である。建設について2つの異なる説がある。
  - 最初の要塞は1194年にアラゴン王が建てた
  - 1220年に城をギヨーム4世・ド・ペイルが建てた

要約すると、要塞の建設は1194年から1213年の間アラゴン王によって行われ、宗教戦争で激しく争われた後に所有者がマンド司教に代わって工事が続けられた。要塞は司教の私的財産となり、司教が夏に滞在する邸宅となった。

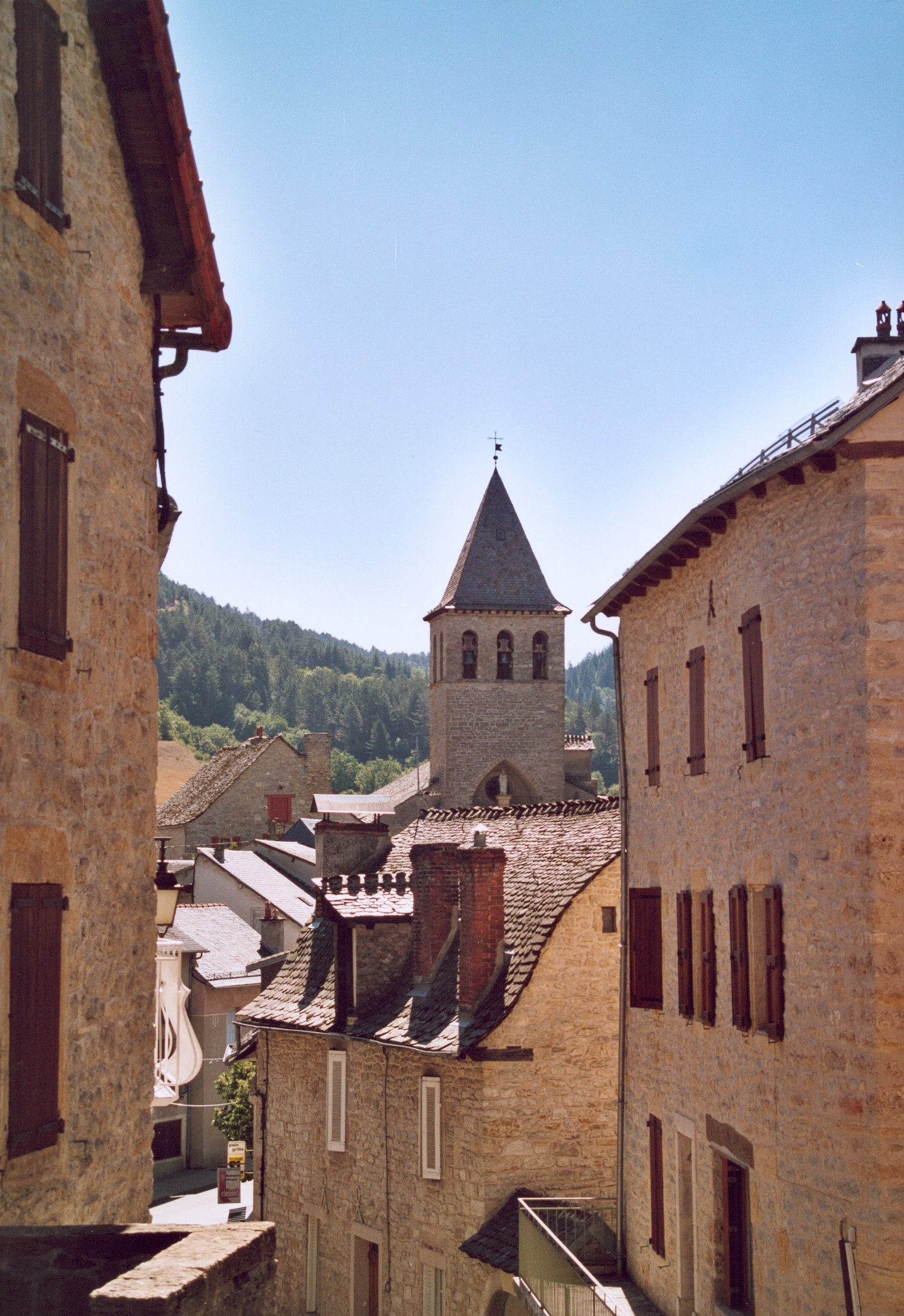
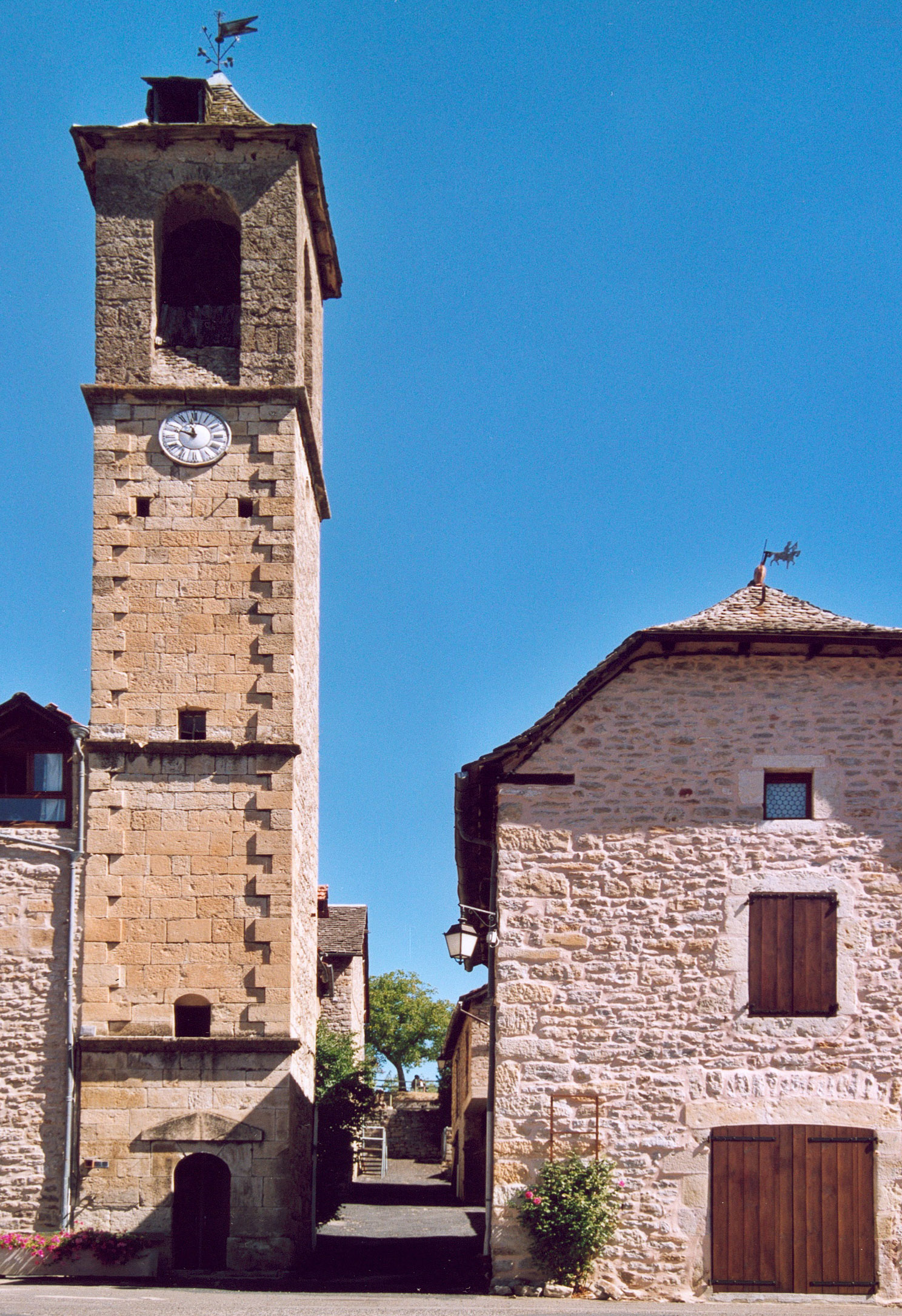
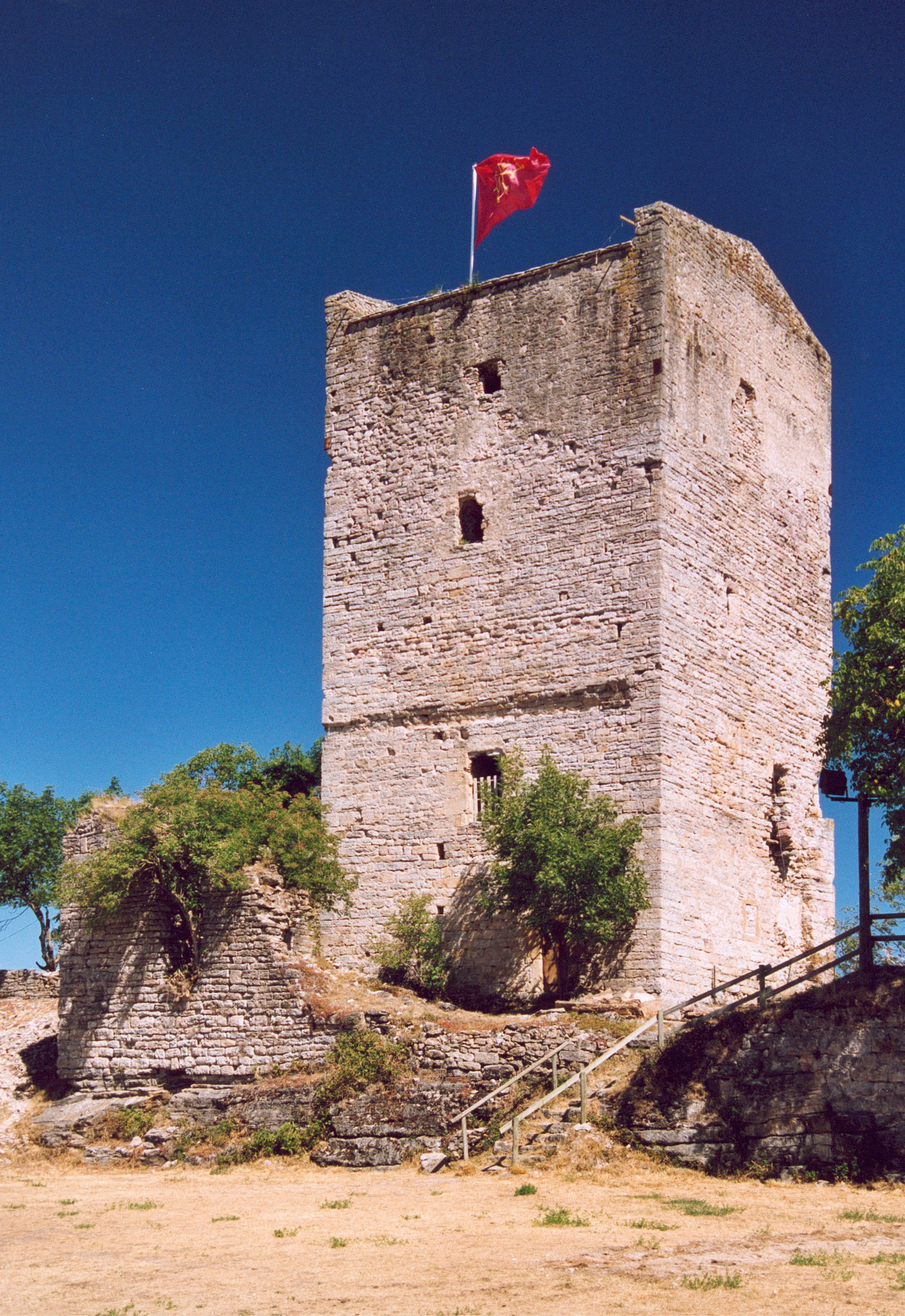